# Lee Sholem
Lee Tabor Sholem (n. 25 mai 1913, Paris, Illinois, SUA – d. 19 august 2000, Los Angeles, California, SUA) a fost un regizor american.

## Biografie
Poreclit ""Roll 'Em" Sholem", el este identificat mai mult decât oricine altcineva din industria cinematografică cu viteza și eficiența. A regizat peste 1300 de filme artistice, de televiziune și episoade. Realizările lui de-a lungul unei cariere de 40 de ani sunt neegalate în istoria Hollywoodului. Primul său film este Tarzan's Magic Fountain (1949) iar ultimul este The Doomsday Machine (1972).

## Filmografie
- The Doomsday Machine
- Ma and Pa Kettle at Waikiki
- The Redhead from Wyoming
- 1949 Fântâna magică a lui Tarzan (Tarzan's Magic Fountain)
- 1950 Tarzan și sclava (Tarzan and the Slave Girl)
- 1951 Superman and the Mole Men

## Televiziune
- Men Into Space
- 77 Sunset Strip
- Maverick
- Sugarfoot
- Cheyenne
- Captain Midnight
- The Adventures of Long John Silver
- Adventures of Superman